# Edificio La Aurora
L'Edificio La Aurora è uno storico edificio della città di Bilbao in Spagna.

## Storia
L'edificio venne eretto nel 1934 secondo il progetto dell'architetto bilbaino Manuel Ignacio Galíndez Zabala su committenza della compagnia assicuratrice La Aurora. Questa aveva indetto nel 1931 un concorso cui potevano partecipare solamente architetti di Bilbao e per il quale il Galíndez presentò varie proposte. Il progetto iniziale venne modificato diverse volte prima dei lavori.
L'immobile venne venduto nel 1998 da Axa Aurora a un gruppo di investitori locali per 2.500 milioni di pesetas. Nel 2005 venne quindi acquisito da un fondo immobiliare per la cifra di 30 milioni di euro.

## Descrizione
L'edificio si trova al numero 4 della piazza Federico Moyúa nel quartiere di Indauchu, tra il Palazzo Chávarri e l'edificio della sede di Bilbao dell'agenzia tributaria spagnola.
Presenta uno stile art déco; la facciata del pian terreno e del primo piano è rivestita da una pietra color grigio scuro, mentre gli altri piani hanno un rivestimento di pietra bianca.